# Josef Bryja
Josef Bryja (* 1974, Větřkovice) je český biolog se specializací na biologii drobných savců.

## Biografie
Josef Bryja se narodil v roce 1974, následně v roce 1992 nastoupil na Masarykovu univerzitu v Brně, kde vystudoval Přírodovědeckou fakultu. Mezi lety 1992 a 1997 vystudoval obor Systematická biologie a ekologie a mezi lety 1993 a 1998 vystudoval obor Molekulární biologie a genetika. Od roku 1997 do roku 2000 studoval doktorský obor Zoologie, za který získal titul Ph.D. V roce 1997 nastoupil do Ústavu biologie obratlovců AV ČR, kde do roku 2000 pracoval jako odborný vysokoškolský pracovník. Od roku 2001 do roku 2010 pak tamtéž pracoval jako vědecký pracovník detašované laboratoře ve Studenci, ústav pak od roku 2010 vede. Od roku 2011 do roku 2019 působil také jako vědecký tajemník téhož ústavu a od roku 2012 působí jako předseda rady téhož ústavu. Od roku 2003 působí také na Ústavu botaniky a zoologie PřF MU v Brně, kde v roce 2009 obhájil docenturu. Mezi lety 2004 a 2006 působil na Centre de Biologie et Gestion des Populations ve Francii, mezi lety 2009 a 2013 působil jako zástupce Česka v konsorciu CONGRESS a v roce 2018 působil jako vědecký pracovník ve výzkumném centru biodiversity a genetických zdrojů v Portu. Mezi lety 2019 a 2023 působí jako člen výboru programu COST.
Věnuje se fylogeografii a fylogenetice drobných savců, biogeografii, ekologii hlodavců a dalším biologickým oborům. Patří k organizátorům konference Zoologické dny, působí také jako editor časopisů Frontiers in Zoology, Mammalia a Journal of Vertebrate Biology. Je členem zastupitelstva obce Koněšín, v roce 2022 byl po volbách zvolen místostarostou Koněšína.
V roce 2008 obdržel Prémii Otty Wichterleho. V roce 2024 získal Nejvyšší ocenění Kraje Vysočina – Dřevěnou medaili.